# FC Villa Clara
Il Fútbol Club Villa Clara (o FC Villa Clara) è una squadra di calcio cubana di Zulueta, abitato della municipalità di Remedios, nella Provincia di Villa Clara. È affiliato alla Federazione calcistica di Cuba e, con 14 titoli, è la squadra che ha vinto più volte la massima competizione del Paese caraibico. Mantiene una forte rivalità con il FC Ciudad de La Habana con il quale disputa il Superclásico del fútbol cubano.

## Palmarès

### Trofei nazionali
- Campionato cubano: 14

(1980, 1981, 1982, 1983, 1986, 1992, 1996, 1997, 2002/03, 2004/05, 2011, 2012, 2013, 2016)